# Дерферден
Дерферден (нім. Dörverden) — громада в Німеччині, розташована в землі Нижня Саксонія. Входить до складу району Ферден.
Площа — 83,32 км2. Населення становить 9062 ос. (станом на 31 грудня 2021).